# Peru op de Olympische Zomerspelen 1996
Peru nam deel aan de Olympische Zomerspelen 1996 in Atlanta, Verenigde Staten. Het Zuid-Amerikaanse land won ditmaal geen enkele medaille.

## Deelnemers en resultaten

### Atletiek
| Olympiër       | Discipline       | Resultaat | Prestatie                                 |
| -------------- | ---------------- | --------- | ----------------------------------------- |
| Javier Verne   | 100m (m)         | 91e       | serie 10: 8ste in 10,91                   |
| José Riesco    | 110m horden (m)  | 54e       | serie 7: 8ste in 14,29                    |
| Miguel Mallqui | marathon (m)     | 71e       | 2:25.56                                   |
| Hugo Muñoz     | hoogspringen (m) | DNF       | kwalificatie groep A: geen geldige poging |
|                |                  |           |                                           |
| Marilú Salazar | marathon (v)     | 54e       | 2:48.58                                   |

### Badminton
| Olympiër      | Discipline    | Resultaat | Prestatie                                      |
| ------------- | ------------- | --------- | ---------------------------------------------- |
| Mario Carulla | enkelspel (m) | 33e       | 1ste ronde: V van SUI Wapp: 8-15, 15-10, 11-15 |

### Boksen
| Olympiër       | Discipline | Resultaat | Prestatie                          |
| -------------- | ---------- | --------- | ---------------------------------- |
| Alberto Rossel | -48kg (m)  | 17e       | 1ste ronde: V van ROU Bornei: 7-16 |

### Schietsport
| Olympiër       | Discipline     | Resultaat | Prestatie                                           |
| -------------- | -------------- | --------- | --------------------------------------------------- |
| Esteban Boza   | skeet (m)      | 38e       | kwalificatie: 38ste met 116 punten (25-23-23-22-23) |
| Juan Giha      | skeet (m)      | 42e       | kwalificatie: 42ste met 115 punten (24-24-24-21-22) |
| Francisco Boza | trap (m)       | 49e       | kwalificatie: 49ste met 114 punten (24-19-25-22-24) |
| Francisco Boza | dubbeltrap (m) | 12e       | kwalificatie: 12de met 135 punten (45-48-42)        |

### Tafeltennis
| Olympiër                           | Discipline     | Resultaat | Prestatie                                                                                      |
| ---------------------------------- | -------------- | --------- | ---------------------------------------------------------------------------------------------- |
| Eliana González                    | enkelspel (v)  | 49e       | groep L: 4de V van PRK Tu: 0-2 V van KOR Yu: 0-2 V van SWE Svensson: 0-2                       |
| Eliana González Milagritos Gorriti | dubbelspel (v) | 25e       | groep C: 4de V van HKG Chia/Chan: 0-2 V van PRK Kim/Tu: 0-2 V van SWE Pettersson/Svensson: 0-2 |

### Volleybal
| Olympiër | Discipline | Resultaat | Prestatie |
| --- | ---------- | --------- | --- |
| Luren Baylon Milagros Cámere Verónica Contreras Yolanda Delgado Iris Falcón Sara Joya Milagros Moy Paola Ramos Sandra Rodríguez Yulissa Zamudio | zaal (v)   | 11e       | groep B: 6de V van Brazilië: 0-3 (7-15, 1-15, 5-15) V van Duitsland: 0-3 (11-15, 6-15, 3-15) V van Cuba: 0-3 (2-15, 5-15, 10-15) V van Rusland: 0-3 (11-15, 8-15, 1-15) V van Canada: 2-3 (17-15, 6-15, 15-11, 9-15, 12-15) |

| Groep B |           |             |             |             |             |             |             |        |        |        |        |
| #       | Land      | Wedstrijden | Wedstrijden | Wedstrijden | Wedstrijden | Wedstrijden | Wedstrijden | Punten | Punten | Punten | Punten |
| #       | Land      | G           | W           | V           | SW          | SV          | SR          | SPW    | SPL    | Saldo  | Punten |
| 1       | Brazilië  | 5           | 5           | 0           | 15          | 1           | +14         | 238    | 121    | +117   | 10     |
| 2       | Rusland   | 5           | 4           | 1           | 12          | 4           | +8          | 217    | 140    | +77    | 9      |
| 3       | Cuba      | 5           | 3           | 2           | 10          | 6           | +4          | 196    | 156    | +40    | 8      |
| 4       | Duitsland | 5           | 2           | 3           | 7           | 9           | -2          | 163    | 191    | -28    | 7      |
| 5       | Canada    | 5           | 1           | 4           | 3           | 14          | -11         | 156    | 239    | -83    | 6      |
| 6       | Peru      | 5           | 0           | 5           | 2           | 15          | -13         | 129    | 252    | -123   | 5      |

| Ronde      | Datum   | Plaats    | Land | Score  | Land |
| ---------- | ------- | --------- | ---- | ------ | ---- |
| Groepsfase |         |           |      |        |      |
| 20 juli    | Atlanta | Brazilië  | 3-0  | Peru   |      |
| 22 juli    | Atlanta | Duitsland | 3-0  | Peru   |      |
| 24 juli    | Atlanta | Peru      | 0-3  | Cuba   |      |
| 26 juli    | Atlanta | Rusland   | 3-0  | Peru   |      |
| 28 juli    | Atlanta | Peru      | 2-3  | Canada |      |

### Worstelen
| Olympiër       | Discipline  | Resultaat   | Prestatie                                                                                               |
| Vrije stijl    | Vrije stijl | Vrije stijl | Vrije stijl                                                                                             |
| -------------- | ----------- | ----------- | --- |
| Enrique Cubas  | -62kg (m)   | 14e         | 1ste ronde: W van POL Krzesiak: 3-1 2de ronde: V van KOR Jang: 0-3 herkansingen: V van HUN Demeter: 1-4 |
| Grieks-Romeins |             |             | |
| Jorge Yllescas | -48kg (m)   | 18e         | 1ste ronde: V van GRE Agatzanian: 0-4 herkansingen: V van ITA Costantino: 0-4                           |
| Joël Basaldua  | -52kg (m)   | 17e         | 1ste ronde: V van USA Paulson: 0-4 herkansingen: V van DOM Valentin: 0-4                                |
| Félix Isisola  | -82kg (m)   | 17e         | 1ste ronde: V van GER Zander: 0-4 herkansingen: V van FIN Karila: 0-4                                   |
| Lucio Vásquez  | -90kg (m)   | 22e         | 1ste ronde: V van GRE Konstantinidis: 0-4 herkansingen: V van CZE Švec: 0-4                             |

### Zwemmen
| Olympiër        | Discipline          | Resultaat | Prestatie                     |
| --------------- | ------------------- | --------- | ----------------------------- |
| Jorge Arias     | 100m schoolslag (m) | 39e       | serie 1: 1ste in 1.06,03 (NR) |
|                 |                     |           |                               |
| Maritza Chiaway | 200m vrije slag (v) | 37e       | serie 2: 7de in 2.07,80       |
| Maritza Chiaway | 400m vrije slag (v) | 36e       | serie 1: 6de in 4.27,11       |
| Maritza Chiaway | 800m vrije slag (v) | 26e       | serie 1: 3de in 9.09,12       |

Afghanistan · Albanië · Algerije · Amerikaanse Maagdeneilanden · Amerikaans-Samoa · Andorra · Angola · Antigua‑Barbuda · Argentinië · Armenië · Aruba · Australië · Azerbeidzjan · Bahama's · Bahrein · Bangladesh · Barbados · België · Belize · Benin · Bermuda · Bhutan · Bolivia · Bosnië en Herzegovina · Botswana · Brazilië · Britse Maagdeneilanden · Brunei · Bulgarije · Burkina Faso · Burundi · Cambodja · Canada · Centraal-Afrikaanse Republiek · Chili · China · Chinees Taipei · Colombia · Comoren · Congo-Brazzaville · Cookeilanden · Costa Rica · Cuba · Cyprus · Denemarken · Djibouti · Dominica · Dominicaanse Republiek · Duitsland · Ecuador · Egypte · El Salvador · Equatoriaal-Guinea · Estland · Ethiopië · Fiji · Filipijnen · Finland · Frankrijk · Gabon · Gambia · Georgië · Ghana · Grenada · Griekenland · Groot-Brittannië · Guam · Guatemala · Guinee · Guinee-Bissau · Guyana · Haïti · Honduras · Hongarije · Hongkong · Ierland · IJsland · India · Indonesië · Irak · Iran · Israël · Italië · Ivoorkust · Jamaica · Japan · Jemen · Joegoslavië · Jordanië · Kaaimaneilanden · Kaapverdië · Kameroen · Kazachstan · Kenia · Kirgizië · Koeweit · Kroatië · Laos · Lesotho · Letland · Libanon · Liberia · Libië · Liechtenstein · Litouwen · Luxemburg ·  Macedonië · Madagaskar · Malawi · Malediven · Maleisië · Mali · Malta · Marokko · Mauritanië · Mauritius · Mexico · Moldavië · Monaco · Mongolië · Mozambique · Myanmar · Namibië · Nauru · Nederland · Nederlandse Antillen · Nepal · Nicaragua · Nieuw-Zeeland · Niger · Nigeria · Noord-Korea · Noorwegen · Oeganda · Oekraïne · Oezbekistan · Oman · Oostenrijk · Pakistan · Palestina · Panama · Papoea-Nieuw-Guinea · Paraguay · Peru · Polen · Portugal · Puerto Rico · Qatar · Roemenië · Rusland · Rwanda · Saint Kitts en Nevis · Saint Lucia · Saint Vincent en Grenadines · Salomonseilanden · Samoa · San Marino · Sao Tomé en Principe · Saoedi-Arabië · Senegal · Seychellen · Sierra Leone · Singapore · Slovenië · Slowakije · Soedan · Somalië · Spanje · Sri Lanka · Suriname · Swaziland · Syrië · Tadzjikistan · Tanzania · Thailand · Togo · Tonga · Trinidad en Tobago · Tsjaad · Tsjechië · Tunesië · Turkije · Turkmenistan · Uruguay · Vanuatu · Venezuela · Verenigde Arabische Emiraten · Verenigde Staten · Vietnam · Wit-Rusland · Zaïre · Zambia · Zimbabwe · Zuid-Afrika · Zuid-Korea · Zweden · Zwitserland